# 萊姆維市鎮
萊姆維市鎮（丹麥語：Lemvig Kommune）是丹麥的一個市鎮，位於日德蘭半島西北部，西臨北海，北隔海與北日德蘭島相望，南臨尼蘇姆潟湖，屬北日德蘭大區。面積508.17平方公里，2009年人口21,946人。行政中心为萊姆維。
2007年1月1日由原萊姆維和曲博倫-哈姆厄市鎮合併而成。